# Kaniga
Kaniga ist einer von 21 Sektoren im Distrikt Gicumbi in der Nordprovinz von Ruanda.

## Geographie
Der Sektor hat eine Fläche von 39,1 km² und liegt auf einer Höhe von etwa 2150 m. Der Sektor unterteilt sich in die fünf Zellen Bugomba, Gatoma, Mulindi, Nyarwambu und Rukurura und umfasst 34 Dörfer. Nachbarsektoren sind im Osten Kiyombe, im Südosten Rushaki, im Süden Mukarange und im Westen Cyumba. Im Norden liegt Kaniga an der Grenze zu Uganda.

## Bevölkerung
Nach der Volkszählung von 2022 betrug die Einwohnerzahl 16.772 Einwohner. Zehn Jahre zuvor waren es 15.035, was einem jährlichen Bevölkerungszuwachs von 1,1 Prozent zwischen 2012 und 2022 entspricht.

## Geschichte und Kultur
Im Sektor befindet sich in Mulindi der National Liberation Museum Park mit dem ehemaligen Hauptquartier der Rwandan Patriotic Front. Der Museumspark umfasst unter anderem den von Paul Kagame genutzten Bunker.

## Wirtschaft
Im Sektor ist seit 1960 der Sitz der Tee produzierenden Mulindi Factory Company. Die Teefabrik ist die größte Ruandas und wurde 2012 privatisiert. 2022 wurde der Besitz an 5000 Kleinbauern im Gicumbi-Distrikt übergeben, ein Schritt, der den Landwirten helfen soll, mehr Gewinn aus dem Teeverkauf zu erzielen.

## Verkehr
Durch den Sektor verläuft eine District Road und durch den Nordosten die Nationalstraße 22. Beide sind in dem Abschnitt Stand 2022 nicht asphaltiert.